# Pidberejjea, Bolehiv
Pidberejjea (în ucraineană Підбережжя) este o comună în orașul regional Bolehiv, regiunea Ivano-Frankivsk, Ucraina, formată numai din satul de reședință.

## Demografie
Componența lingvistică a comunei Pidberejjea
     Ucraineană (99,49%)
     Alte limbi (0,51%)
Conform recensământului din 2001, majoritatea populației comunei Pidberejjea era vorbitoare de ucraineană (99,49%), existând în minoritate și vorbitori de alte limbi.